# Idaea pulchrifascia
Idaea pulchrifascia är en fjärilsart som beskrevs av George Francis Hampson 1903. Idaea pulchrifascia ingår i släktet Idaea och familjen mätare. Inga underarter finns listade i Catalogue of Life.